# درشتوک
درشتوک یا ماهوشا (نام علمی: Malcolmia africana) گیاهی است از تیرهٔ شب‌بوها. درشتوک یک گونه از سرده شب‌بوی صحرایی است.
درشتوک از علف‌های هرز یک‌ساله و ایستا است.